# Ravahere
Ravahere (alter Name: Dawhaida oder Dawhaida Island) ist ein unbewohntes Atoll des Tuamotu-Archipels in Französisch-Polynesien. Es liegt 53 km nordwestlich von Nengonengo entfernt und ist nur durch eine 2 km breite Wasserstraße von Marokau getrennt. Die bumerangähnliche Insel hat eine Länge von 18 km Länge mit maximal 7,5 km Breite. Die Lagune des Atolls hat keinen schiffbaren Zugang zum Meer.
Ravahere und Marokau  bilden die sogenannten Îles Deux Groupes. Ravahere gehört zur Gemeinde Hikueru.
Sie ist wahrscheinlich mit der am 24. März 1768 von Louis Antoine de Bougainville entdeckten Insel Marokau (auch Marakau) identisch.